# Norrgölen (Vissefjärda socken, Småland)
Norrgölen är en våtmark, tidigare sjö i Emmaboda kommun i Småland och ingår i Lyckebyåns huvudavrinningsområde.